# Cryptus
Cryptus (лат.) — род наездников-ихневомнид из подсемейства Cryptinae (Cryptini, Ichneumonidae). Известно около 180 видов.

## Распространение
Афротропика, Голарктика, Индо-Малайская область.

## Описание
Ихневмониды среднего размера, длина переднего крыла около 1 см (от 4 до 12 мм). Тело умеренно стройное. Клипеус средних размеров или довольно маленький, около 2,2 ширины и длины, с умеренно сильной выпуклостью, без срединного зубца. Щека от 0,7 до 1,8 длины базальной ширины мандибул. Мандибула умеренной длины, нижний зубец немного короче верхнего. Апикальные 0,3 жгутика самки не увеличены, не уплощены снизу, слабо сужены к вершине, вершина довольно тупая. Мезоскутум полированный, пунктировка от средней до довольно мелкой, умеренно плотная или тесная. Мезоскутум иногда шершавый по краям и нотаулям. Нотаули довольно слабые, доходят немного за центр мезоскутума. Базальный киль проподеума обычно отчетливый. Апикальный киль полный, приподнят сублатерально в виде гребней, слабых или умеренно сильных. Проподеальное дыхальце примерно в 2,4 раза длиннее своей ширины. Основание задних тазиков глубокое, без отчетливой бороздки, но с коротким, неглубоким, почти горизонтальным вдавлением у ее прикрепления. Первый тергит умеренных размеров, без бокового выступа в основании, его дыхальце около апикальных 0,35. Вентролатеральный киль первого тергита отчетливый и полный. Жвалы с двумя зубцами. Паразитоиды бабочек.

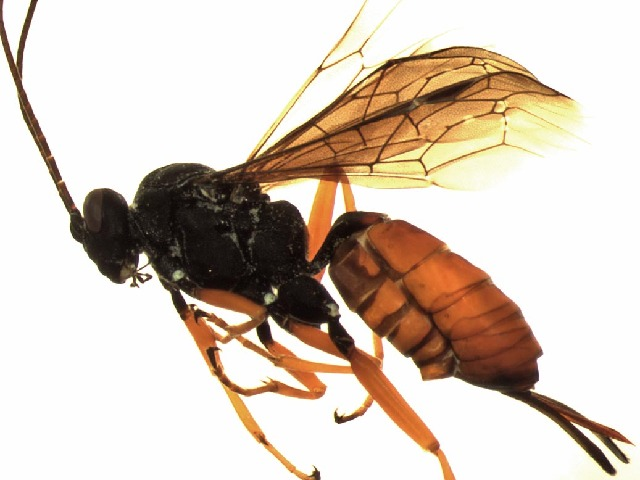
Cryptus leechi
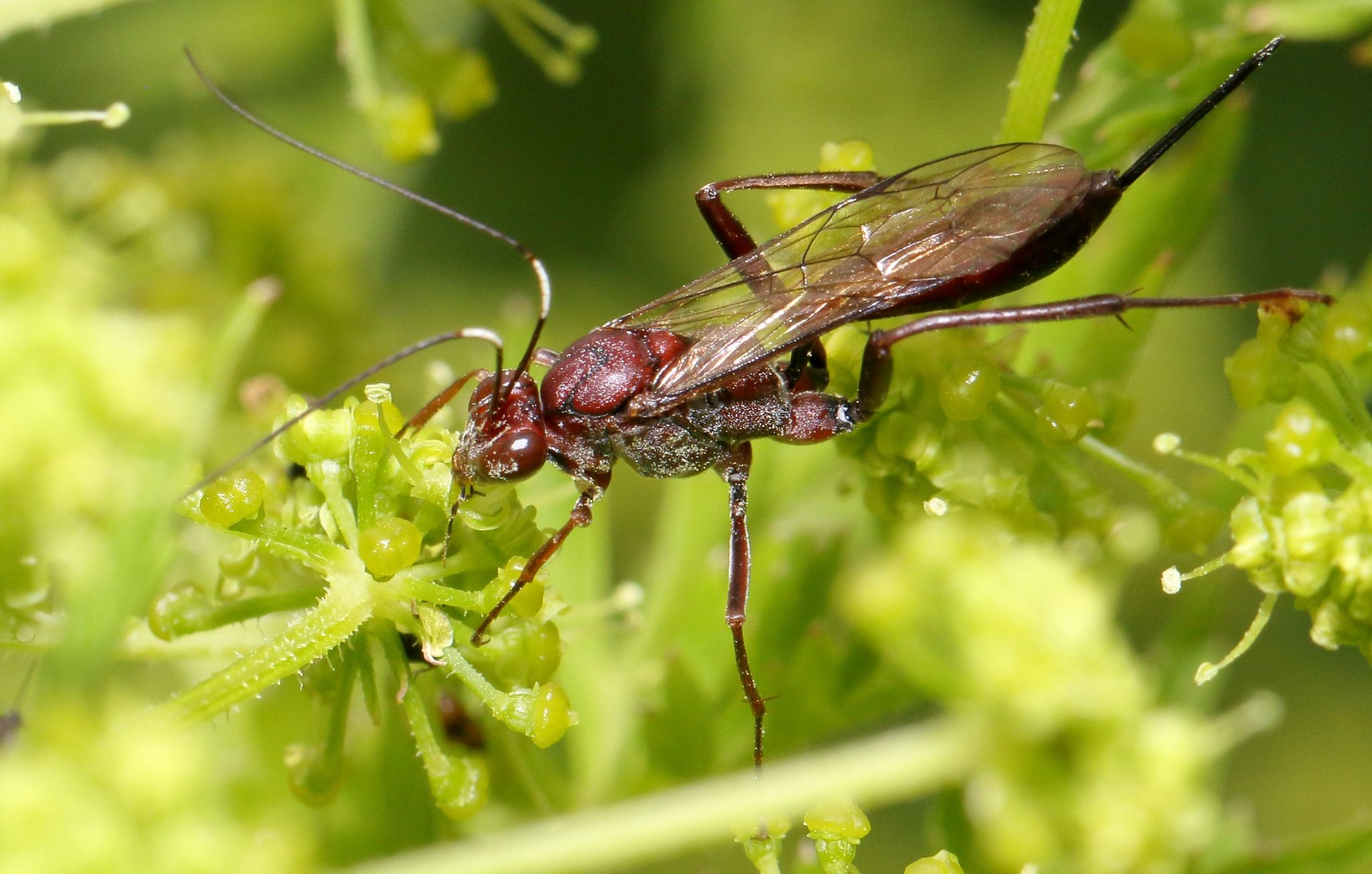
Cryptus australis
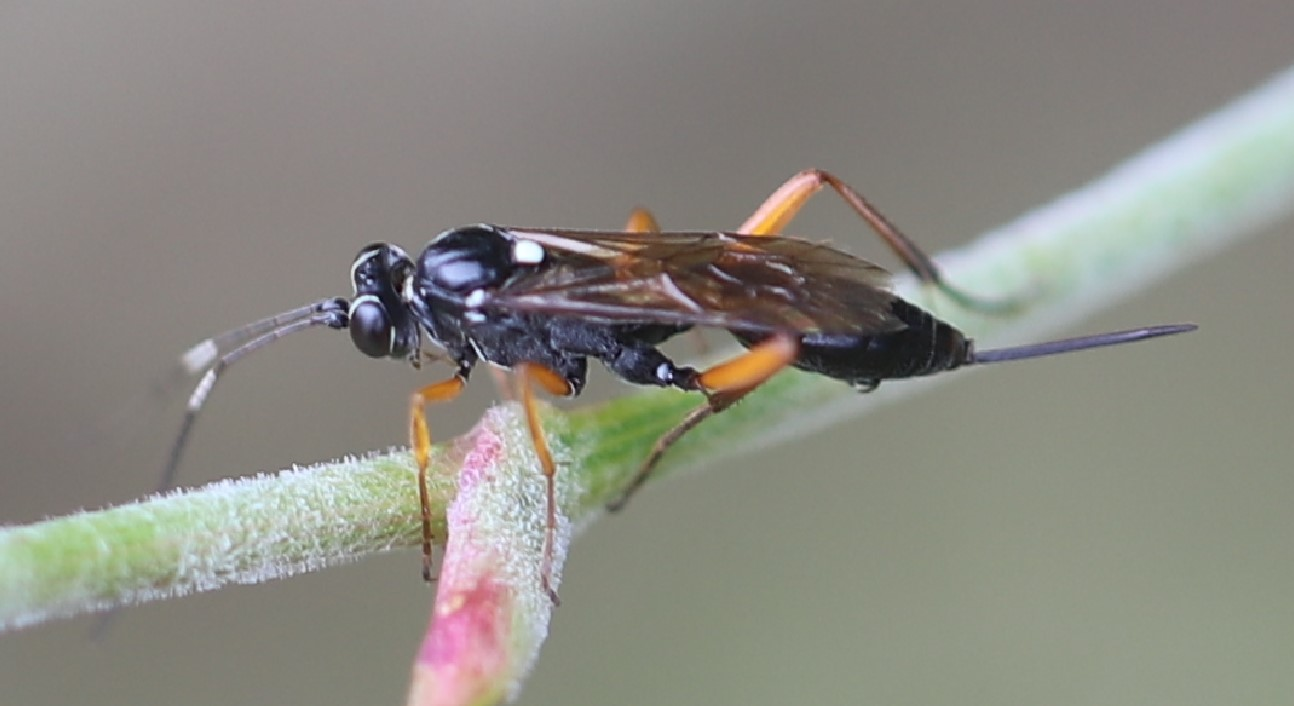
Cryptus viduatorius

### Классификация
Около 180 видов.
- Cryptus albitarsis
- Cryptus alpinus
- Cryptus andalusiacus
- Cryptus anniversarius[9]
- Cryptus annulicornis
- Cryptus antiquus
- Cryptus anzobicus[9]
- Cryptus apiculator
- Cryptus apparitorius
- Cryptus arcticus
- Cryptus areolatus
- Cryptus aridus
- Cryptus armator
- Cryptus arundinis
- Cryptus atritibialis
- Cryptus australis
- Cryptus avidus
- Cryptus azurescens
- Cryptus baeticus
- Cryptus brunniventris
- Cryptus bryanae[10]
- Cryptus bucculentus
- Cryptus caesitius
- Cryptus campactus
- Cryptus capitatus
- Cryptus carinifrons
- Cryptus clavipennis
- Cryptus concolor
- Cryptus coxalis
- Cryptus crassiusculus
- Cryptus crassulus
- Cryptus daidaigaster[11]
- Cryptus delineatus
- Cryptus dianae
- Cryptus eichwaldi
- Cryptus emphytorum
- Cryptus euchrous
- Cryptus evidens
- Cryptus fibulatus
- Cryptus filiformis
- Cryptus formosellus
- Cryptus fortunatus[12]
- Cryptus fuliginipennis
- Cryptus fuscatus
- Cryptus gallarum
- Cryptus genalis
- Cryptus gogorzae
- Cryptus gracillimus
- Cryptus graminellae
- Cryptus gravenhorstii
- Cryptus himalayensis[8]
- Cryptus hirtae
- Cryptus hissarensis
- Cryptus immitis
- Cryptus incisus
- Cryptus incubator
- Cryptus inculcator
- Cryptus indicus[8]
- Cryptus infimus
- Cryptus inquisitor
- Cryptus intermedius
- Cryptus intricator
- Cryptus irroratorius
- Cryptus kamtschaticus
- Cryptus karakurti
- Cryptus kashmirensis[8]
- Cryptus konoi
- Cryptus krombeini
- Cryptus laeviusculus
- Cryptus lanceolatus[8]
- Cryptus laterimacula
- Cryptus latigenalis
- Cryptus leechi
- Cryptus lentus
- Cryptus leucocheir
- Cryptus leucotomus
- Cryptus libytheae
- Cryptus longiterebratus[8]
- Cryptus luctuosus
- Cryptus lugubris
- Cryptus lundbladi
- Cryptus macellus
- Cryptus madecassus
- Cryptus medius
- Cryptus melanopus
- Cryptus mentigus
- Cryptus minator
- Cryptus miniatus
- Cryptus minimus
- Cryptus mirus
- Cryptus mongolicus
- Cryptus morleyi
- Cryptus moschator
- Cryptus mundus
- Cryptus mutatus
- Cryptus nigritarsis
- Cryptus nipponensis
- Cryptus obscuripes
- Cryptus ocellaris
- Cryptus ohshimensis
- Cryptus persimilis
- Cryptus piliceps
- Cryptus praefortis
- Cryptus problema
- Cryptus proximus
- Cryptus punctorius
- Cryptus pusillus
- Cryptus recurvatus
- Cryptus rubiginosus
- Cryptus rubricans
- Cryptus rudowi
- Cryptus rufoplagiatus
- Cryptus rufovinctus
- Cryptus rugifrons
- Cryptus ruralis
- Cryptus scaber
- Cryptus scapulatus
- Cryptus scrutator
- Cryptus sepultus
- Cryptus sibiricola
- Cryptus soccatus
- Cryptus sodalis
- Cryptus sokotranus
- Cryptus spinosus
- Cryptus spiralis
- Cryptus subquadratus
- Cryptus subspinosus
- Cryptus szulczewskii
- Cryptus tibetanus
- Cryptus tibialis
- Cryptus titubator
- Cryptus tjanshanicus
- Cryptus triguttatus
- Cryptus trochanterator
- Cryptus tuberculatus
- Cryptus tyrannus
- Cryptus ultramondanus
- Cryptus unicarinatus
- Cryptus uzbekistanicus[13]
- Cryptus viduatorius
- Cryptus vulgivagus
- Cryptus zeravshanicus[13]

### Палеонтология
Cryptus (англ.) информация на сайте Fossilworks.
- †Cryptus antiquus
- †Cryptus capitatus
- †Cryptus delineatus
- †Cryptus morleyi
- †Cryptus sepultus